# Lucenay-l’Évêque
Lucenay-l’Évêque település Franciaországban, Saône-et-Loire megyében. Lakosainak száma 327 fő (2022. január 1.). Lucenay-l’Évêque Savilly, Manlay, Barnay, Chissey-en-Morvan, Cussy-en-Morvan, Reclesne és Sommant községekkel határos.

## Népesség
A település népességének változása:
| Lakosok száma | 355  | 340  | 332  | 319  | 316  | 315  | 314  | 320  | 327  |
|               | 2013 | 2015 | 2016 | 2017 | 2018 | 2019 | 2020 | 2021 | 2022 |